# 推进“一带一路”建设工作领导小组
推进“一带一路”建设工作领导小组，是中华人民共和国国务院成立的国务院议事协调机构，以推进丝绸之路经济带和21世纪海上丝绸之路（合称“一带一路”）建设工作。

## 沿革
2013年9月和10月，中国共产党中央委员会总书记习近平在出访中亚及东南亚国家期间，先后提出共建“丝绸之路经济带”和“21世纪海上丝绸之路”的倡议。2014年11月召开的中共中央财经领导小组第八次会议提出，加快推进丝绸之路经济带和21世纪海上丝绸之路建设，对“一带一路”建设规划出顶层设计。
2015年2月1日，由中共中央政治局常委、国务院副总理张高丽主持的推进“一带一路”建设工作会议在北京召开，推进“一带一路”建设工作领导小组正式亮相。

## 组成人员
组长
- 丁薛祥（国务院副总理）

副组长
- 何立峰（国务院副总理）
- 吴政隆（国务委员兼国务院秘书长）
- 王毅（中央外事工作领导小组办公室主任兼外交部部长）[1]

办公室主任
- 郑栅洁（国家发展和改革委员会主任）

| 2015年2月领导小组成立时的组成人员是： 组长 - 张高丽（国务院副总理） 副组长 - 王沪宁（中共中央政策研究室主任、中央全面深化改革领导小组办公室主任） - 汪洋（国务院副总理） - 杨晶（国务委员兼国务院秘书长） - 杨洁篪（国务委员、中央外事工作领导小组办公室主任） 成员 （不详） | 2018年调整后的组成人员是： 组长 - 韩正（国务院副总理） 副组长 - 杨洁篪（中央外事工作委员会办公室主任） - 胡春华（国务院副总理） - 肖捷（国务委员兼国务院秘书长） - 何立峰（国家发展改革委员会主任） 成员 （不详） |

## 办事机构
国家发展和改革委员会区域开放司，简称发改委开放司，是中华人民共和国国家发展和改革委员会内设机构。
国家发改委开放司负责推进实施“一带一路”建设，承担推进“一带一路”建设工作领导小组日常工作。按分工指导区域开放合作，提出相关政策建议，承担国际区域合作相关工作。提出并推进实施沿边地区开发开放规划和政策措施。
推进“一带一路”建设工作领导小组下设推进“一带一路”建设工作领导小组办公室，办公室设在国家发展改革委，由国家发展改革委具体承担领导小组日常工作。办公室主任、副主任是：
| 主任 - 徐绍史（2015年－2017年，国家发展改革委主任兼） - 何立峰（2017年－，国家发展改革委主任兼） | 副主任 - 何立峰（2015年－2017年，国家发展改革委副主任兼） - 钱克明（2015年－，商务部副部长兼） - 王晓涛（2017年－2018年，国家发展改革委副主任兼） - 宁吉喆（2018年－，国家发展改革委副主任兼） - 李保东 (2017年－，外交部副部长兼） - 张军 (2018年－，外交部部长助理兼） |